# Fléchin
Fléchin és un municipi francès situat al departament del Pas de Calais i a la regió dels Alts de França. L'any 2007 tenia 545 habitants.

## Demografia

### Població
El 2007 la població de fet de Fléchin era de 545 persones. Hi havia 196 famílies de les quals 42 eren unipersonals (21 homes vivint sols i 21 dones vivint soles), 60 parelles sense fills, 85 parelles amb fills i 9 famílies monoparentals amb fills.
La població ha evolucionat segons el següent gràfic:
Habitants censats

### Habitatges
El 2007 hi havia 227 habitatges, 195 eren l'habitatge principal de la família, 18 eren segones residències i 15 estaven desocupats. Tots els 227 habitatges eren cases. Dels 195 habitatges principals, 158 estaven ocupats pels seus propietaris, 29 estaven llogats i ocupats pels llogaters i 9 estaven cedits a títol gratuït; 4 tenien dues cambres, 21 en tenien tres, 33 en tenien quatre i 136 en tenien cinc o més. 148 habitatges disposaven pel capbaix d'una plaça de pàrquing. A 96 habitatges hi havia un automòbil i a 80 n'hi havia dos o més.

### Piràmide de població
La piràmide de població per edats i sexe el 2009 era:
| Homes | Edats   | Dones |
| ----- | ------- | ----- |
| 0     | 95 o +  | 0     |
| 0     | 90 a 94 | 4     |
| 4     | 85 a 89 | 8     |
| 0     | 80 a 84 | 0     |
| 16    | 75 a 79 | 12    |
| 8     | 70 a 74 | 16    |
| 8     | 65 a 69 | 4     |
| 4     | 60 a 64 | 8     |
| 24    | 55 a 59 | 8     |
| 12    | 50 a 54 | 28    |
| 16    | 45 a 49 | 16    |
| 24    | 40 a 44 | 12    |
| 8     | 35 a 39 | 12    |
| 12    | 30 a 34 | 16    |
| 16    | 25 a 29 | 8     |
| 0     | 20 a 24 | 12    |
| 12    | 15 a 19 | 24    |
| 16    | 10 a 14 | 12    |
| 12    | 5 a 9   | 8     |
| 16    | 0 a 4   | 4     |

## Economia
El 2007 la població en edat de treballar era de 356 persones, 228 eren actives i 128 eren inactives. De les 228 persones actives 198 estaven ocupades (134 homes i 64 dones) i 30 estaven aturades (10 homes i 20 dones). De les 128 persones inactives 36 estaven jubilades, 28 estaven estudiant i 64 estaven classificades com a «altres inactius».

### Ingressos
El 2009 a Fléchin hi havia 189 unitats fiscals que integraven 529,5 persones, la mediana anual d'ingressos fiscals per persona era de 12.583 €.

### Activitats econòmiques
Dels 23 establiments que hi havia el 2007, 1 era d'una empresa alimentària, 3 d'empreses de construcció, 3 d'empreses de comerç i reparació d'automòbils, 3 d'empreses de transport, 3 d'empreses d'hostatgeria i restauració, 1 d'una empresa immobiliària, 5 d'empreses de serveis, 2 d'entitats de l'administració pública i 2 d'empreses classificades com a «altres activitats de serveis».
Dels 8 establiments de servei als particulars que hi havia el 2009, 1 era una oficina de correu, 1 taller de reparació d'automòbils i de material agrícola, 1 lampisteria, 3 veterinaris i 2 restaurants.
Dels 2 establiments comercials que hi havia el 2009, 1 era una botiga de menys de 120 m² i 1 una botiga de material esportiu.
L'any 2000 a Fléchin hi havia 15 explotacions agrícoles que ocupaven un total de 624 hectàrees.

## Equipaments sanitaris i escolars
L'únic equipament sanitari que hi havia el 2009 era una farmàcia.
El 2009 hi havia una escola maternal integrada dins d'un grup escolar amb les comunes properes formant una escola dispersa.

## Poblacions més properes
El següent diagrama mostra les poblacions més properes.